# 78th Infantry Division (Vereinigte Staaten)
Die 78th Infantry Division (deutsch 78. US-Infanteriedivision) ist ein Verband der US Army. Er firmiert heute als 78th Training Division (Operations).

## Geschichte

### Erster Weltkrieg
Die Division wurde am 23. August 1917 in Fort Dix, New Jersey aufgestellt. Im Frühsommer 1918 ging es dann als Teil der American Expeditionary Forces nach Frankreich. Es folgte die Teilnahme an der Maas-Argonnen-Offensive sowie an der Schlacht von St. Mihiel, bei der die Division als Reserve des I Corps agierte. Nach weiteren Kämpfen in Lothringen wurde die Division nach dem Kriegsende im Juni 1919 demobilisiert. Dem Einsatz in Europa waren 1169 Soldaten zu Opfer gefallen.

### Zweiter Weltkrieg
Im November 1921 kam es zur formellen Neuaufstellung der Division. Im August 1942, nach dem Eintritt der Vereinigten Staaten in den Zweiten Weltkrieg, wurde der Verband in Camp Butner, North Carolina dann als reguläre Kampfeinheit neu formiert. Nach zahlreichen Trainingseinheiten wurde die Division im Oktober 1944 nach Großbritannien entsendet. Am 22. November landeten die Soldaten in Frankreich an und wurden daraufhin nach Tongern in Belgien geschickt. Es folgte die Verlegung in das Grenzgebiet zu Deutschland, das 311th Infantry Regiment wurde zeitweise der 8th Armored Division unterstellt, die im Hürtgenwald kämpfte. Als Teil des V. Corps kämpften die übrigen Truppen der Division dann Anfang Dezember bei Simmerath, Witzerath und Kesternich. Über Weihnachten konnte bis Anfang Januar die Stellung am Westwall gehalten werden, wobei die 78th Infantry Division mal dem VII. Corps und mal der 21st Army Group unterstellt war. Der stark zerstörte Ort Kesternich wurde schließlich nach erneuten heftigen Kämpfen Anfang Februar 1945 eingenommen, wenig später folgte Schmidt. Nach der Überquerung der Röhr am 28. Februar stieß die Division im Rahmen der Operation Lumberjack weiter in Richtung des Rhein-Ruhr-Gebiets vor. Dabei gehörte die 78th Infantry Division zum III Corps.
Am 8. März marschierte das 310th Infantry Regiment der Division mit Truppen der 9th Armored Division über die kurz zuvor eroberte Ludendorff-Brücke bei Remagen. Im gleichen Zeitraum erfolgte die Eroberung von Euskirchen, Rheinbach und Bad Neuenahr. Am Abend des 10. März wurde Bad Honnef erobert. Nördlich davon erfolgten dann bis Ende April die Kämpfe am Ruhrkessel. Bei Kriegsende am 8. Mai stand die Division bei Marburg, das zuvor von der 3th Armored Division besetzt worden war. Während des Zweiten Weltkriegs waren 1427 Soldaten der Division gefallen. Darunter war auch Staff Sergeant Jonah Edward Kelley, der für seinen Einsatz mit der Division die Medal of Honor erhalten hatte.

### Nachkriegszeit

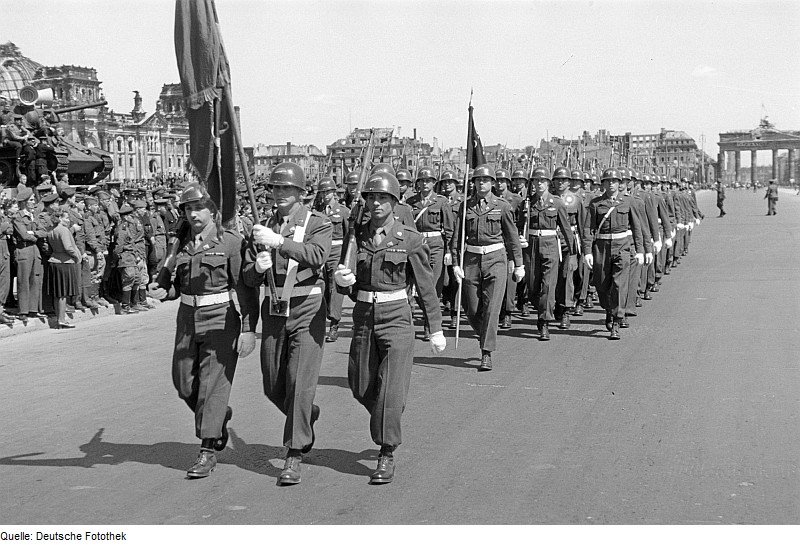
Soldaten der 78th Infantry Division bei der Alliierten-Parade in Berlin, 8. Mai 1946.

Die 78th Infantry Division blieb als Besatzungstruppe in der Amerikanischen Besatzungszone, so war sie zeitweise in Bad Karlshafen und in Berlin stationiert. Dort nahm sie an der Alliierten-Parade am 8. Mai 1946 teil. Am 22. Mai 1946 erfolgte die Deaktivierung.
Die Einheit wurde bereits 1946 wieder reaktiviert. Sie war als Reserve- und Trainingseinheit u. a. in Massachusetts und Pennsylvania stationiert, nahm aber nicht mehr an Kriegseinsätzen beteiligt. Gegenwärtig besteht der Verband aus einer Brigade mit vier Battalionen, Kommandeur ist Brigadegeneral Michael Dillard.

## Organisation
Die 78th Infantry Division war im Zweiten Weltkrieg so organisiert:
- 309th Infantry Regiment
- 310th Infantry Regiment
- 311th Infantry Regiment
- Division Artillery
  - 307th Field Artillery Battalion
  - 308th Field Artillery Battalion
  - 309th Field Artillery Battalion
  - 903rd Field Artillery Battalion
- 78th Cavalry Reconnaissance Troop
- 78th CIC Detachment
- 78th Signal Company
- 78th Quartermaster Company
- 78th Military Police Platoon
- 303rd Engineer Battalion
- 303rd Medical Battalion
- 778th Ordnance Company

## Divisionskommandeure
- Generalmajor Chase Wilmot Kennedy, 23. August – 27. Dezember 1917
- Generalmajor Hugh L. Scott, 28. Dezember 1917 – 15. März 1918
- Brigadegeneral James Theodore Dean, 16. März – 20. April 1918
- Generalmajor James H. McRae, 20. April – 11. November 1918
- Generalmajor Edwin P. Parker, August 1942 – November 1945